# Reed City
Reed City è un comune degli Stati Uniti d'America, situato nello Stato del Michigan, nella contea di Osceola, della quale è il capoluogo.